# 日章丸 (タンカー・2代)
日章丸（にっしょうまる）は、出光興産船舶部（現・出光タンカー）が所有・運航していた原油タンカーである。1951年（昭和26年）竣工。「日章丸」という名の船舶は、出光興産では1938年竣工の初代から2004年竣工の5代目まで存在するが、本船はそのうち2代目にあたる。

## 概要
初代「日章丸」の代船として出光興産が計画し発注した。
製造は、播磨造船所(→石川島播磨重工業→IHI→アイ・エイチ・アイ・アムテック→JMUアムテック)。
当時の出光の企業規模からは想像できない大型タンカーであり、石油需要の増大を予測した経営者の出光佐三による思い切った先行投資として、莫大な借金をしてまで造船したという。
1953年（昭和28年）に石油取引のためにイランに派遣され、日章丸事件として国際社会で知られていく。この事件を扱った小説『海賊とよばれた男』は、2013年に本屋大賞を受賞している。
1959年（昭和34年）、北洋水産へ売却され、三菱日本重工横浜造船所にてフイッシュミール工船へ改造されて廉進丸と改名。1964年（昭和39年）、鵬洋丸と再改名。1990年まで操業。以降の消息は不明である。